# أبي، أيقظنا أثناء المرور (قصيدة)
يا أبتي، أيقظنا أثناء المرور هي قصيدة للشاعر الهندي الإنجليزي جوبي كوتور تحظى بشعبية دولية، حيث ترجم إلى الألمانية (Vater, wecke'uns im Vorubergehen). وهي من أشهر القصائد في الأدب الإنجليزي الهندي الحديث.

## أصل القصيدة
ألّف كوتور القصيدة عندما كان والده في غيبوبة، وكان يحتضر. وقد وجه الشاعر بشكل مؤثر التجربة العاطفية المضطربة المرتبطة بمشاهدة موت المرء البطيء ولكن الحتمي لوالده إلى هذه التحفة المشهودة.

## بنية القصيدة
أبي، أيقظنا في المرور ليست قصيدة واحدة، بل سلسلة من القصائد القصيرة التي عقدت معا تحت هيكل موحد من حيث الأسلوب والمضمون والتنفيذ. يمكن تحليل العمل هيكليًا إلى ثلاثة أجزاء منفصلة: (1) يا أبت، (2) أيقظنا و (3) في المرور. في الجزء الأول يصف الشاعر علاقته العاطفية الشخصية مع والده. في الجزء الثاني، يأخذ الشاعر علاقته مع والده إلى مستوى ميتافيزيقي. يصور الجزء الأخير رحلة الأب الراحل المجازية إلى عالم اللامتناهي وغير المادي.
ورغم أن قصيدة «أيقظنا ونحن نمر» هي من الناحية الفنية قصيدة طويلة، إلا أنها، على حد قول الشاعر كوتور نفسه، «كتاب قصائد».

## التعليقات والنقد
وقد تمت الإشادة بالقصيدة على نطاق واسع لنهجها الجريء في تصوير موضوع غير عادي ومحرّم تقريبًا، وهو تحليل موت أحد الوالدين بنزيه. تلقت القصيدة مراجعات إيجابية باللغة الألمانية بعد ترجمتها من قبل الشاعر الألماني فولفغانغ هايدر (1956). ظهرت القصيدة باللغة الألمانية كطبعة كتاب لوفشكريفت (Vater, Wecke'uns im Vorubergehen) في عام 2004 في فورث، ألمانيا. هذا العمل فريد من نوعه في الكتابة الإنكليزية الهندية وقد حظي بإشادة نقدية في الهند والخارج منذ نشره لأول مرة.

## ارتباطات خارجية
- "German Translation in Micro-film"
- German Laufschrift Version
- Famous Poets of India